# Atrévete a soñar
Atrévete a Soñar é uma telenovela mexicana produzida por Luis de Llano para a Televisa e exibida pelo Las Estrellas de 8 de março de 2009 a 7 de março de 2010, substituindo Cuidado con el Ángel e sendo substituída por Niña de Mi Corazón.
É uma remake da telenovela argentina Patito Feo, produzida em 2007.
É protagonizada por Danna Paola, Eleazar Gómez, Vanessa Guzmán e René Strickler, com as participações antagônicas de Cynthia Klitbo, Violeta Isfel, Raquel Garza e Ricardo Fastlicht. Também conta com a atuação especial da primeira atriz Julissa.

## Sinopse
A história começa com Ana e sua filha Patricia, conhecida simplesmente como Patito. Elas vivem em Guadalajara, uma pequena cidade do México. Patito se apaixona, à primeira vista, por Mateo.
Pouco depois, Ana e Patito viajam a Cidade do México para fazer exames médicos. Lá, se encontra o diretor do hospital, Rodrigo Diaz Rivarola. Acontece que ele é o pai dela. Nem Patito e nem Rodrigo se conhecem, no entanto, Ana e Patito permanecem na cidade para fazer tratamento médico. Rodrigo aprende a cantar, e sugere que ela se aplica às artes plásticas na escola que é dirigida por sua mãe, Pretty Land Escola das Artes. Pato concorda. Rodrigo tenta reavivar sua relação com Ana, no entanto, a situação é dificultada por Bianca, namorada de Rodrigo. Bianca quer casar, ela só pretende lhe aplicar o golpe, e ela não o ama. Antonella filha de Bianca, vai para a mesma escola que Patito, e é namorada de Matías.
Dadas estas circunstâncias, surge a rivalidade entre Ana e Bianca , Patito e Antonella. Dentro da escola, isto leva à criação de dois grupos rivais de dança - Las Divinas, lideradas por Antonella, e Las Populares, conduzida pela Patito. O bem contra o mal. A bondade se enfrenta contra a maldade gratuita. Patito se transforma na líder das Las Populares, meninas sensíveis que não querem ser patricinhas como as Las Divinas, que só se importam com o poder e a aparência.

## Elenco
- Danna Paola - Patricia "Patito" Peralta Castro
- Eleazar Gómez - Mateo Novoa
- Violeta Isfel - Antonella Rincón Peña
- René Strickler - Rodrigo Peralta Jiménez
- Vanessa Guzmán - Ana Castro de Peralta
- Cynthia Klitbo - Bianca Peña Brizzi Vda. de Rincón
- Julissa - Doña Cristina "Cristi" Jiménez Vda. de Peralta
- Ilean Almaguer - Catalina "Cata" Novoa
- Samadhi Zendejas - Amaya Villa Alba
- Adriana Ahumada - Marisol
- Verónica Ibarra - Constanza
- Natalia Juárez - Fabiola "Fabi"
- Nashla Aguilar - Paola "Pao"
- Roxana Puente - Lucía "Lucy"
- Kendra Santacruz - Kimberly Williams
- Daniela Ibáñez - Nuria
- Michelle Prats - Sofía "Sofí"
- Alejandro Speitzer - Raymundo "Ray" Rincón Peña
- Miguel Martínez - Francisco "Frank"
- Jesús Zavala - Rodrigo "Roger" Hinojosa
- Roberto Carlo - Lorenzo "Renzo"
- Ricardo Ceceña - Richie
- Lucas Velázquez - Axel
- Andrés Mercado - Íker
- Pedro Armendáriz Jr. - Max Williams
- Raquel Garza - Nina
- Ricardo Fastlicht - Paulo
- Juan Diego Covarrubias - Jonathan "Johnny"
- Luis Xavier - Guillermo Novoa
- Alejandro Ibarra - Amadeo "Amadeus" Cuevas
- Benny Ibarra - Amado Cuevas
- Siouzana Melikián - Vanessa
- Pierre Angelo - Rico Peña Brizzi
- Francisco Gattorno - Carlos Rincón Bravo
- Dobrina Cristeva - Aura Novoa
- Patricio Borghetti - René/Federico
- Juan Verduzco - Adolfo Lafontaine
- Daniela Cordero - Karla
- Adanely Núñez - Corina
- Lourdes Murguía - Lucía
- Alicia Machado - Electra
- Amairani - Janet
- Rafael Inclán - Tamir
- Alejandro Felipe - Benjamín
- Ariane Pellicer - Irene
- Karla Gómez - Gretel Jiménez
- Archie Lanfranco - Padre Raúl
- Mónica Dossetti - Dra. Ibarrola
- Ernesto Iglesias - Arturo
- Mariana Garza - Patricia
- Juan Ignacio Aranda - Sandro
- Josefina Echánove - Mercedes Ferrer Contreras
- Viviana Ramos - Vicky
- Mauricio Martínez - Gustavo
- Sergio Zaldívar - Román
- Jenny Prats - Tamara
- Lorena Herrera - Profesora
- Daly Rodríguez - Profesora
- Alicia Guzmán Sol - Profesora

### Participações Especiais
- Paulina Rubio
- María José
- Moderatto
- Paulina Goto
- David Bisbal
- Jonas Brothers
- Fanny Lu
- Fey
- Enrique Iglesias
- Luis Fonsi

## Exibição
A novela estreou em um domingo, 8 de março, às 20h, e passou a ser exibida de segunda a sexta-feira, às 16h.
Buscando repetir o sucesso que teve com Patito Feo, o Disney Channel adquiriu os direitos da versão mexicana e a estreou em 20 de julho de 2009, às 18h, enquanto a novela ainda estava em seus primeiros meses de exibição na TV aberta pelo Las Estrellas. No entanto, a novela não alcançou o resultado esperado pelo canal e foi retirada da programação uma semana após sua estreia, devido a preferência do público por Patito Feo. Por esse motivo, o elenco de Atrévete a Soñar não pôde realizar nenhuma turnê musical fora do México, enquanto o elenco de Patito Feo realizava, naquele mesmo ano, turnês internacionais por diversos países da Europa.
Foi reprisada pelo Tiin de 5 de setembro de 2011 a 15 de junho de 2012, às 18h, sendo substituída por ¡Vivan los Niños!. Junto com Atracción X4 e Consentidos, foi uma das primeiras novelas exibidas pelo canal, que também estreou em 5 de setembro de 2011.
Foi reprisada pela segunda vez pelo Tiin de 20 de junho de 2016 a 23 de junho de 2017, às 19h, sendo substituída por Alegrijes y Rebujos.
Foi reprisada pela terceira vez pelo Tiin de 7 de janeiro a 14 de julho de 2019, às 15h30, com reprise às 22h30. A novela foi a última atração exibida pelo canal, que foi extinto em 14 de julho, às 23h59, sendo substituído pelo canal BitMe.

## Audiência
Teve média de 15.7 pontos, considerada um sucesso.